# مارتي ألجند
مارتي ألجند (مواليد 22 نوفمبر 1987) هو سبّاح إستوني، مثّل بلاده في الألعاب الأولمبية الصيفية 2008.

## روابط خارجية
مارتي ألجند على موقع الاتحاد الدولي للسباحة (الإنجليزية)
- مارتي ألجند على موقع SwimRankings.net (الإنجليزية)
- مارتي ألجند على موقع اللجنة الأولمبية الدولية (الإنجليزية)
- مارتي ألجند على موقع أوليمبيديا (الإنجليزية)